# Alvarado Santa Irene 1.ª Sección
Alvarado Santa Irene 1.ª Sección es una localidad del municipio de Centro ubicado en la subregión centro del estado mexicano de Tabasco.

## Geografía
La localidad de Alvarado Santa Irene 1.ª Sección se sitúa en las coordenadas geográficas 17°47′05″N 92°58′46″O / 17.784722, -92.979444, a una elevación de 10 metros sobre el nivel del mar.

## Demografía
Según el Conteo de Población y Vivienda 2020, efectuado por el Instituto Nacional de Estadística y Geografía, la localidad de Alvarado Santa Irene 1.ª Sección tiene 200 habitantes, de los cuales 98 son del sexo masculino y 102 del sexo femenino. Su tasa de fecundidad es de 2.25 hijos por mujer y tiene 57 viviendas particulares habitadas.
| Gráfica de evolución demográfica de Alvarado Santa Irene 1.ª Sección entre 1930 y 2020 |
|                                                                                        |
| INEGI.                                                                                 |